# Більманка (станція)
Більма́нка — проміжна залізнична станція Запорізької дирекції Придніпровської залізниці на неелектрифікованій лінії Верхній Токмак — Комиш-Зоря між станціями Верхній Токмак II (20 км) та Щебеневий (11 км). Розташована в однойменному селі Пологівського району Запорізької області.

## Пасажирське сполучення
На станції Більманка зупинялися приміські поїзди. Наразі пасажирське сполучення припинено на невизначений час.